# Sillalaid
Sillalaid est une île d'Estonie située dans le golfe de Riga, au nord-ouest de Kihnu.